# Cofradía de Jesús "El Rico" (Málaga)
La Hermandad del Rico, cuya denominación oficial es Real, Excelentísima, Muy Ilustre y Venerable Cofradía de Culto y Procesión de Nuestro Padre Jesús Nazareno Titulado “El Rico” y María Santísima del Amor , es una hermandad de Málaga, miembro de la Agrupación de Cofradías, que participa en la Semana Santa malagueña.
En 2025 contaba con 2.300 hermanos y sacaba 700 nazarenos.

## Historia

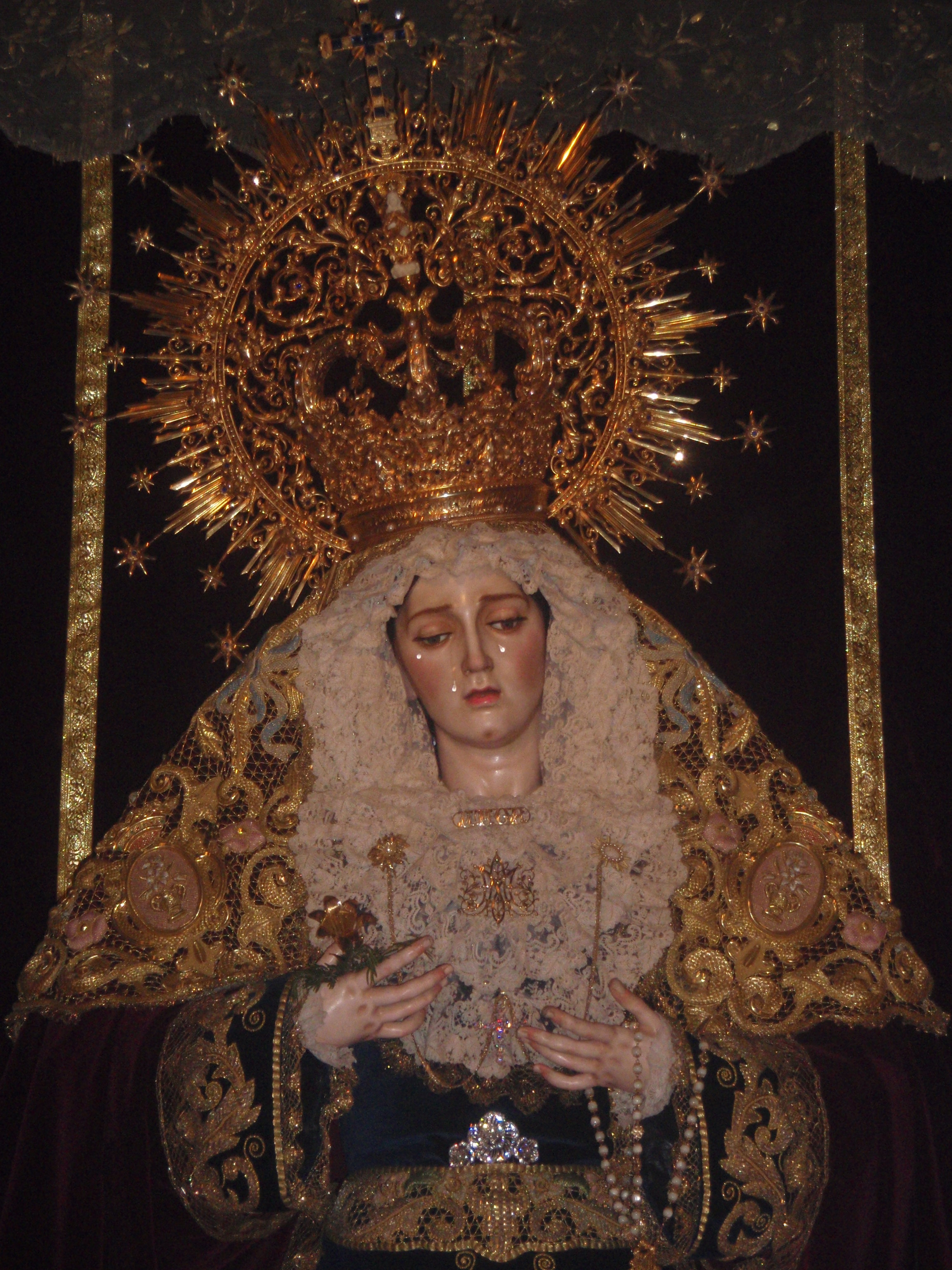
Virgen del Amor

Nuestro Padre Jesús con la Cruz a Cuestas es la primitiva imagen que tiene su origen en 1558 con la constitución de la Hermandad de Jesús Nazareno en la capilla de la VeraCruz del Convento San Luis del Real. Posteriormente en 1756 obtendría la aprobación Real para constituirse como Cofradía independiente con el nombre de Jesús el Rico. Desde el reinado de Carlos III, por un privilegio otorgado por este monarca en una pragmática, Jesús “El Rico” libera un preso en su salida procesional. En 1938 se reorganizó tal y como hoy se conoce.
Cuenta la leyenda que durante el reinado de Carlos III, hubo una gran epidemia de peste por la cual las imágenes quedaron sin hombres dispuestos a procesionarlas. Pero los presos salieron de la cárcel, para ser ellos los que cargaran con los sagrados titulares de la hermandad y a continuación volvieron por su propio pie a la prisión, sin faltar ni uno solo. Por esta muestra de fe y compromiso, su majestad Carlos III concedió a Ntro. Padre Jesús "El Rico" el poder de cada Miércoles Santo liberar a un preso como agradecimiento a aquellos hombres que pese a sus pecados mostraron arrepentimiento y fe.
Jesús "El Rico" tiene la habilidad de mover su brazo mediante un mecanismo, que hace que mueva el brazo haciendo el símbolo de la cruz. Es, junto al Nazareno del Paso (Archicofradía del Paso y la Esperanza), los únicos que tienen el privilegio de hacerlo en la Semana Santa de Málaga. 

## Iconografía
Representa a Cristo cargando con la cruz camino del Calvario. 

## El privilegio
Esta Real Cofradía es conocida en toda España por el privilegio que les concedió el rey Carlos III de liberar todos los miércoles Santo y durante su recorrido procesional a un penado. La Cofradía cuenta para poder realizar año tras año el acto de liberación con la colaboración del Cuerpo de Instituciones Penitenciarias en la provincia de Málaga y con la del Presidente de la Audiencia Provincial.
Estos dos organismos son los encargados de estudiar y seleccionar qué reclusos reúnen las condiciones necesarias de comportamiento y posibilidades de reinserción para que sean liberados por Jesús El Rico.
El Consejo de Ministros anterior a Semana Santa, que suele coincidir con el Viernes de Dolores, elige entre los tres últimos candidatos y se lo comunica al Director del Centro Penitenciario, quien junto a los miembros de la Cofradía, recibe al recluso y le da la noticia de su inminente puesta en libertad durante el recorrido procesional.

## Imágenes
- Nuestro Padre Jesús Titulado "El Rico" es obra de José Navas Parejo (1939)
- María Santísima del Amor es obra del imaginero hispalense Antonio Joaquín Dubé de Luque (1981).

## Tronos
- El trono de Nuestro Padre Jesús El Rico, fue realizado por Nicolás Prados (1942) en madera tallada, dorada y policromada, el cual lo remodelaría en 1963. Guarda el prototipo de trono barroco de principios de siglo. Debido al mal estado que presentaba fue restaurado y dorado por Rafael Ruíz Liébana en 2004, devolviéndole a la obra todo su esplendor. Este trono tiene un peso de 3200 kg y es portado por 220 hombres de trono.

- El trono de la Dolorosa, también fue realizado por Nicolás Prados y es de madera tallada, dorada y policromada. Fue sometido a un proceso de restauración por parte de Rafael Ruíz Liébana en el año 2005, quien saneó su estructura, lo volvió a dorar y remodeló la forma de los arbotantes. La orfebrería del trono provienen de los talleres de Manuel de los Ríos (barras de palio), candelería en alpaca plateada (Orfebrería Triana, 2005) y ánforas (Antonio Santos Campanario). En cuanto a los bordados, mencionar que tanto el manto como el palio ochavado fueron bordados por Leopoldo Padilla en 1952 en oro sobre terciopelo azul. El trono de la titular mariana pesa 3600 kg y es portando, al igual que el del señor, por 220 hombres de trono.

## Marchas dedicadas
Banda de Música:
- Jesús El Rico, Francisco Martín Pino (1987)
- Nuestro Padre Jesús "El Rico", Pedro Gutiérrez Martínez (1995)
- María Santísima del Amor, Juan Manuel Villalba García (1998)
- Mater Amorosa, Gabriel Robles Ojeda (2000)
- A Jesús el Rico, Gabriel Robles Ojeda (2001)
- Al Nazareno de Málaga, Antonio Pérez Funes (2001)
- Jesús Nazareno "El Rico", Antonio Guerra Montoya (s/f)
- Tu Bendición, José Ramón Valiño Cabrerizo (s/f)
- Rico en Amor, Gabriel Robles Ojeda (2004)
- Reina del Amor, Gabriel Robles Ojeda (2004)
- Jesús "El Rico" en Puerta Oscura, Gabriel Robles Ojeda (2005)
- Virgen y Madre del Amor, Gabriel Robles Ojeda (2006)
- Reina de Santiago, Carlos Alberto Soto Escaño (2014)
- Victoriana, Pablo Antonio Cortés Del Pueblo (2014)
- Todo por tu Amor, Pablo Antonio Cortés Del Pueblo (2016)
- Salvador, Pablo Antonio Cortés Del Pueblo (2016)
- Espejo de Justicia, Pablo Antonio Cortés del Pueblo (2017)
- Palio Ochavado, Tomás Jesús Ocaña González (2017)
- Fe Liberatum, José Antonio Molero Luque (2019)
- A Jesús por el Amor, Pablo Antonio Cortés Del Pueblo (2020)
- Maiestas, Pablo Antonio Cortés Del Pueblo (2020)

Cornetas y Tambores:
- Jesús El Rico, Alberto Escámez (1931)

## Recorrido Oficial
| Predecesor: La Paloma | Orden de entrada en el Recorrido Oficial (Miércoles Santo) 5º lugar | Sucesor: La Sangre |